# Brommö skärgård
Brommö skärgård är ett naturreservat i Mariestads kommun i Västergötland.
Reservatet bildades 1987 och omfattar 950 hektar. Det är beläget i sjön Vänern utanför Torsö, norr om Mariestad. Området består av hela den västra delen av huvudön Brommö samt de större öarna Hovden, Bockön, Lindökroken, Trollö och Klyphomen. Därutöver ingår ett flertal mindre öar och skär i området.
Hela Brommö skärgård domineras av tallskog, som växer på mager, sandiga eller bergiga marker. Många tallar är mycket gamla. På de mindre öarna och skären dominerar hällmarkstallskog och på de större öarna är tallskog vanlig. De små skären är ofta kala. Strandzonerna består mest av klippiga stränder men även av klapperstensfält, sandstränder och flygsanddyner. De rödlistade arterna granspira, ljungögontröst och dvärglin har noterats i området.
Fågellivet är mycket rikt i reservatet och det finns värdefulla häckningslokaler för många skyddsvärda arter. Där finns nattskärra, fiskgjuse och storlom. 
Flera av de kala skären utgör viktiga häcklokaler för mås- och simfåglar. Tre öar är fågelskyddsområden med tillträdesförbud 1 april-31 juli. 
År 2011 utökades reservatet med 1 345 hektar. Det medförde att hela arkipelagen och Brommös västra kustremsa från Fagersand i norr till Smörhättans fyr i söder avsattes som naturreservat. 
Området ingår i EU.s ekologiska nätverk av skyddade områden, Natura 2000. 